# 馬里昂鎮區 (愛荷華州李縣)
馬里昂鎮區（英語：Marion Township）是位於美國愛荷華州李縣的一個行政鎮區。

## 地方資料
根據2010年美國人口普查的數據，馬里昂鎮區的面積為94.63平方千米，當中陸地面積為94.59平方千米，而水域面積為0.04平方千米。當地共有人口509人，而人口密度為每平方千米5.38人。